# Parlamentsvalget i Tyrkiet 2011
Parlamentsvalget i Tyrkiet 2011 var Tyrkiets 17. parlamentsvalg som blev afholdt den 12. juni 2011, der blev valgt 550 nye medlemmer af nationalforsamlingen. I overensstemmelse med resultatet af folkeafstemningen om forfatningen i 2007, blev valget afholdt fire år efter det tidligere havde fundet sted.

## Resultater
| Parti                               | Leder                | Mandater | Procent |
| ----------------------------------- | -------------------- | -------- | ------- |
| Retfærdigheds- og Udviklingspartiet | Recep Tayyip Erdoğan | 327      | 49,83   |
| Republikanske Folkeparti            | Kemal Kılıçdaroğlu   | 135      | 25,98   |
| National Action Parti               | Devlet Bahçeli       | 53       | 13,01   |
| Uafhængige kandidater               | -                    | 35       | 6,57    |

Kun de repræsenterede partier i nationalforsamlingen er listet i tabellen
| Valg | Spire Denne valgsartikel er en spire som bør udbygges. Du er velkommen til at hjælpe Wikipedia ved at udvide den. |